# Gatlukai
Gatlukai (russisch Гатлукай; adygeisch Хьэлъэкъуай) ist ein Dorf (aul) in Südrussland. Es gehört zur Republik Adygeja und hat 1535 Einwohner (Stand 2019).
Das Dorf wurde 2001 aus dem Teutscheschski rajon ausgegliedert und an den Stadtkreis Adygeisk angeschlossen.

## Geografie
Das Dorf gehört zum Stadtkreis Adygeisk und liegt etwa drei Kilometer östlich der Stadt, unweit des südlichen Ufers des Krasnodarer Stausees des Kuban. Im Ort sind 15 Straßen registriert. Es liegt am Fluss Dysch und im stößt im Norden auf den Krasnodarer Stausee.

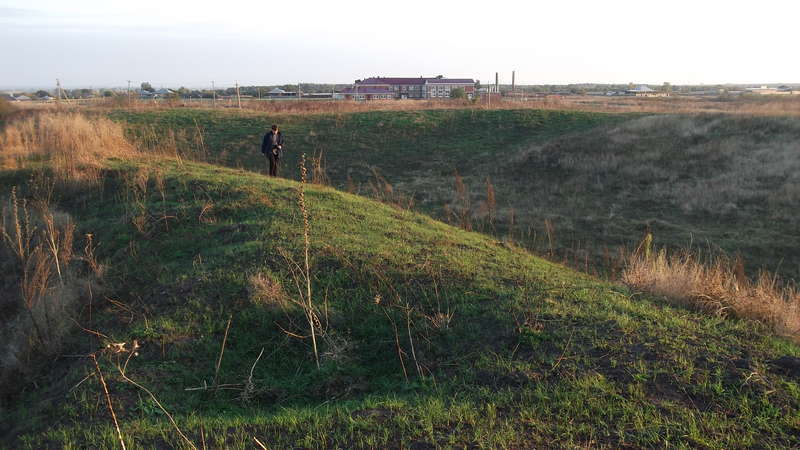
Ortsansicht (2014)
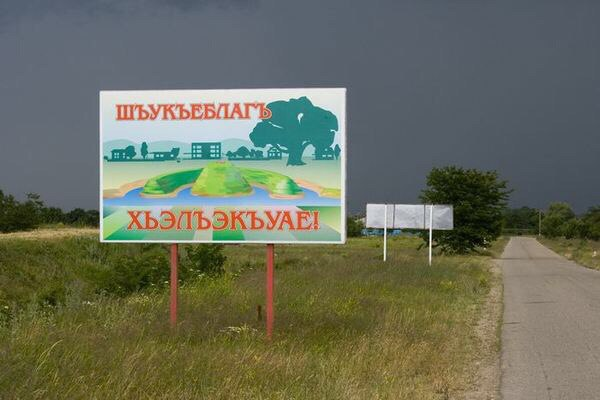
Tafel „Willkommen in Gatlukai“ auf Adygeisch am Ortseingang